# دم‌سرخ‌ها
دم‌سرخ‌ها (نام علمی: Phoenicurus) سرده‌ای از پرندگان گنجشک‌سان از خانواده مگس‌گیران جهان قدیم (Muscicapidae) است که بومی اروپا، آسیا و آفریقا است. آنها را بر اساس دم نارنجی-قرمزشان دم‌سرخ می‌نامند (واژهٔ "start" نامی قدیمی برای دم است). آنها حشره‌خواران کوچکی هستند، نرها عمدتاً دارای رنگ‌های روشن در ترکیب‌های مختلف قرمز، آبی، سفید و سیاه هستند، ماده‌ها قهوه‌ای روشن با دم قرمز هستند. یک مطالعه تبارزایی مولکولی منتشرشده در سال ۲۰۱۰ سبب سازماندهی مجدد خانوادهٔ مگس‌گیرهای جهان قدیم شد که در آن دو گونه در سردهٔ Rhyacornis و یک گونه منفرد از سردهٔ Chaimarrornis در سردهٔ Phoenicurus ادغام شدند.
این سرده دارای گونه‌های زیر است:
- دم‌سرخ پرژوالسکی (Phoenicurus alaschanicus)
- دم‌سرخ پشت‌بلوطی (Phoenicurus erythronotus)
- دم‌سرخ سرآبی (Phoenicurus coeruleocephala)
- دم‌سرخ سیاه (Phoenicurus ochruros)
- دم‌سرخ معمولی (Phoenicurus phoenicurus)
- دم‌سرخ هاجسون (Phoenicurus hodgsoni)
- دم‌سرخ گلوسفید (Phoenicurus schisticeps)
- دم‌سرخ دوریان (Phoenicurus auroreus)
- دم‌سرخ موسیه (Phoenicurus moussieri)
- دم‌سرخ کوهی (Phoenicurus erythrogastrus)
- دم‌سرخ پیشانی‌آبی (Phoenicurus frontalis)
- دم‌سرخ سربی (Phoenicurus fuliginosus) (در گذشته در سردهٔ Rhyacornis)
- دم‌سرخ رودخانه‌ای لوزون (Phoenicurus bicolor) (در گذشته در جنس Rhyacornis)
- دم‌سرخ سرسفید (Phoenicurus leucocephalus) (در گذشته در سردهٔ تک‌نماد Chaimarrornis)

## رکورد فسیلی
- †Phoenicurus erikai (دورهٔ پلیوسن از Csarnota، مجارستان).[۴]
- †Phoenicurus baranensis (پلیوسن از Beremend، مجارستان).[۴]